# District de Colmar
Le district de Colmar est une ancienne division territoriale française du département du Haut-Rhin de 1790 à 1795.
Il était composé des cantons de Colmar, Ensisheim, Horbourg, Kaysersberg, Munster, Neuf Brisach, Ribeauvillé, Rouffach, Sainte Marie aux Mines, Soultz et Turckheim.

## Galerie

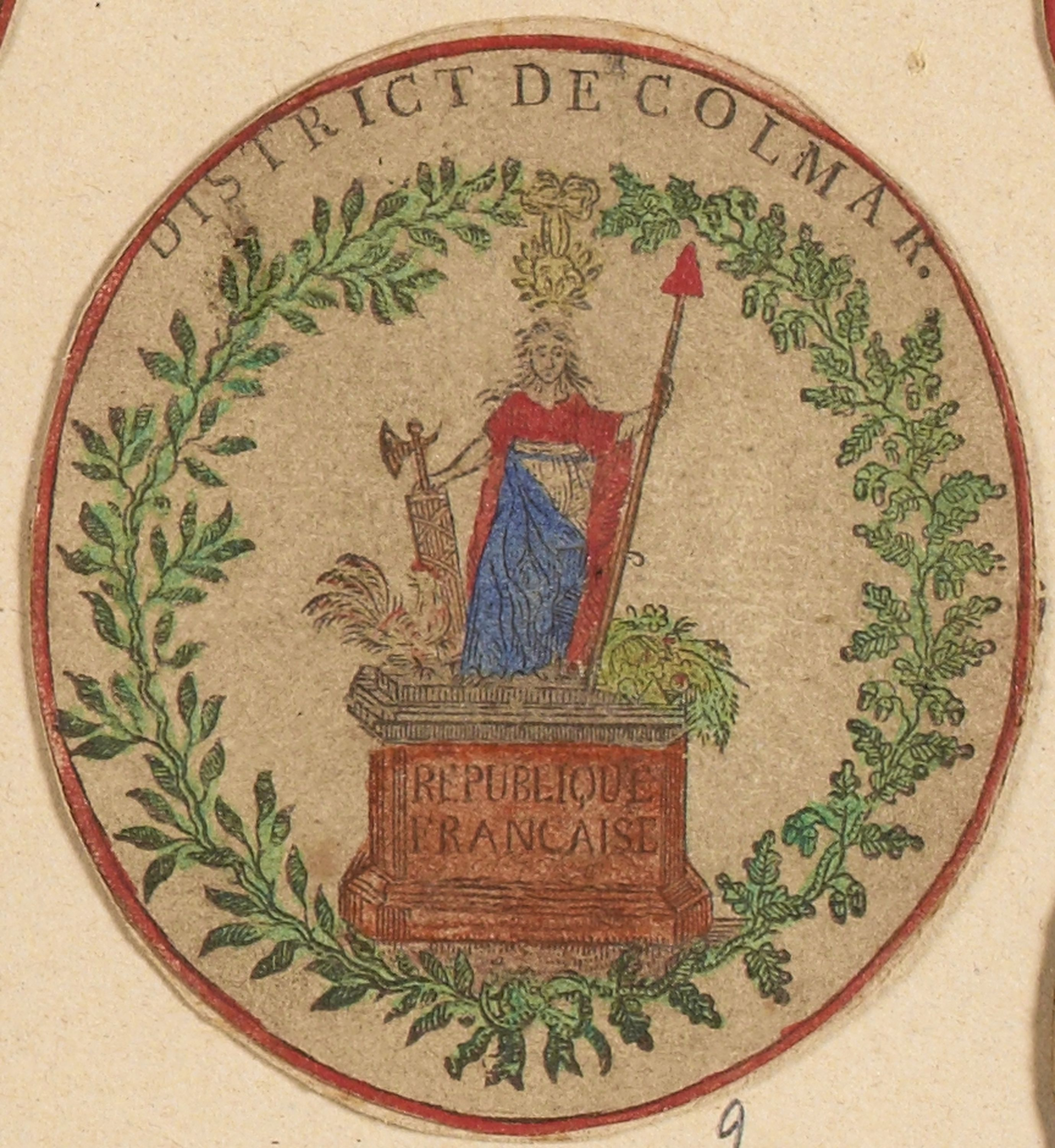